# Meriem Boulahsa
Meriem Boulahsa (* 3. Oktober 1992) ist eine algerische Leichtathletin, die sich auf den Sprint spezialisiert hat.

## Sportliche Laufbahn
Erste internationale Erfahrungen sammelte Meriem Boulahsa im Jahr 2022, als sie bei den Mittelmeerspielen in Oran in 55,87 s den siebten Platz im 400-Meter-Lauf belegte und mit der algerischen 4-mal-400-Meter-Staffel mit 3:45,18 min auf Rang vier gelangte.
2017 wurde Boulahsa algerische Meisterin im 100-Meter-Lauf sowie 2015 und 2017 über 400 Meter und 2017 und 2019 über 400 Meter.

## Persönliche Bestleistungen
- 100 Meter: 12,21 s (+1,8 m/s), 13. Juli 2018 in Algier
- 200 Meter: 24,52 s (−1,9 m/s), 9. Juni 2019 in Batna
- 400 Meter: 55,40 s, 26. Juli 2019 in Algier
- 600 Meter: 1:29,35 min, 26. März 2021 in Algier (algerische Bestleistung)